# Hieronymus Schreiber
Hieronymus Schreiber (Neurenberg, datum onbekend – Parijs, 1547) was een Duits arts, wiskundige en astronoom. Hij wordt vooral herinnerd als degene die de oplossing gaf bij het raadsel wie het voorwoord heeft geschreven van De revolutionibus orbium coelestium van Nicolaas Copernicus.

## Leven
Schreiber werd geboren in Neurenberg. Hij volgde waarschijnlijk onderwijs bij Johannes Schöner aan het Aegidianum in die stad. Schöner droeg in 1541 een van zijn publicaties aan hem op. Hij schreef zich in 1532 als student in aan de Universiteit van Wittenberg. Hij studeerde bij (onder meer) Philipp Melanchthon, en woonde bij hem in huis. Vanwege diens goede getuigschriften werd hij beschouwd als een mogelijke opvolger aan diezelfde universiteit in de leerstoel wiskunde en astronomie van zijn jaargenoot Georg Joachim Rheticus, van wie hij bij diens afwezigheid ook al de colleges wiskunde overnam. De leerstoel ging in 1542 echter naar Erasmus Flock, een andere Neurenberger.
Schreiber ontving van drukker en uitgever Johannes Petreius in het najaar van 1543 een presentexemplaar van De revolutionibus orbium coelestium. In het voorwoord bij dit werk (Ad lectorem de hypothesibus huius operis) werd het heliocentrische wereldbeeld, dat Copernicus in het verloop ervan uitgebreid onderbouwde, afgezwakt tot een zuivere hypothese, die slechts als doel zou hebben om berekeningen eenvoudiger te maken. Over die tegenstrijdigheid was onder geleerden verbazing ontstaan. Het raadsel kon enkele tientallen jaren later worden opgelost toen Johannes Kepler het exemplaar van het werk dat aan Schreiber was geschonken, en na diens dood door Keplers familie was opgekocht, in handen kreeg. Er bleek een aantekening van Schreiber in te staan waaruit eenvoudig kon worden afgeleid dat het voorwoord was geschreven door de theoloog en reformator Andreas Osiander. Deze laatste had met het voorwoord gepoogd het werk acceptabel te maken voor protestantse theologen, en te voorkomen dat het op de rooms-katholieke index zou worden geplaatst. Het vaticaan plaatste het boek in 1620 alsnog op die lijst. Het voorwoord was niet apart ondertekend, maar Osiander had het in kleine kring bekendgemaakt. Daaronder waren mogelijk Melanchton en Schreiber, zoals zou kunnen worden afgeleid uit een brief die Melanchton in april 1543 aan Osiander schreef, mogelijk hoorde Schreiber pas in oktober, van Petreius zelf, dat Osiander de auteur van het voorwoord was.
Schreiber reisde in oktober 1543 met Valerius Cordus naar Italië. Na Cordus' dood, waarbij Schreiber niet zelf aanwezig was, schreef hij een brief waarin hij verslag deed van de reis van Cordus, en de omstandigheden rond diens dood. Hij overleed zelf in 1547 in Parijs, waar hij voor studiedoeleinden was. De doodsoorzaak waren waarschijnlijk galstenen.
- Gemeinsame Normdatei: 119824574
- Système universitaire de documentation: 226579026
- Virtual International Authority File: 830912
- WorldCat: E39PBJxhtbYkgx8wkfP9M897HC